# Подлинный портрет кота великого князя Московии
«Подлинный портрет кота великого князя Московии», или «Подлинное изображение кота великого князя Московского» (фр. Le vray portrait du chat du grand duc de Moscovie), — эстамп чешского художника Вацлава Холлара (нем. Václav Hollar, 1607—1677).

## История создания и судьба изображения
Гравюра не подписана. Под изображением находится надпись на французском языке: «Подлинный портрет кота великого князя Московии» и дата: «1663». Издатель гравюры не обозначен. На полях гравюры подписи от руки: «G 155018» и «4190». Приписывается Вацлаву Холлару. Датирована 1663 годом. До 1863 года находилась в коллекции печатных изданий по истории Франции Мишеля Энена (фр. Michel Hennin, 1777—1863), значилась в его собрании под номером 4190. Коллекционер завещал эстамп Национальной библиотеке Франции, в коллекции которой тот хранится в настоящее время (FRBNF41075832, Département Estampes et photographie, RESERVE QB-201 (46)-FOL).
Встречаются утверждения, что художник Фредерик Мушерон нарисовал портрет кота как иллюстрацию для книги австрийского посла Августина Мейерберга «Путешествие в Московию». Однако среди рисунков к книге данное изображение на самом деле отсутствует. Рисунки к книге выполнены не Мушероном, а И. Р. Сторном и Пюманом, входившими в состав свиты Мейерберга во время его поездки в Россию. Встречается утверждение, что в Эрмитаже хранится подлинный рисунок Мушерона. В Государственном Эрмитаже в День эрмитажного кота 24 мая 2014 года (куратор — М. Б. Халтунен) в фойе Эрмитажного театра был показан «Подлинный портрет кота великого князя Московии» (1661), на котором, по утверждению организаторов мини-выставки, изображён любимый кот царя Алексея Михайловича. Но это произведение было охарактеризовано в аннотации к выставке не как подлинный рисунок Мушерона, а как «гравюра II половины XIX века, выполненная c оригинала» голландского художника Фредерика де Мушерона.

## Описание гравюры
Размер листа — 231 на 180 миллиметров. Высота головы кота — 198 миллиметров. Кошачий взгляд суров и серьёзен. Уши стоят торчком, как у разъярённого корридой быка.

## Исследования гравюры
Гравюра упоминается в каталоге немецкого историка искусств XIX века Густава Фридриха Партая «Wenzel Hollar: beschreibendes Verzeichniss seiner Kupferstiche» под номером 2110. Партай занёс под этот номер две известные ему гравюры, изображающие персонаж и упомянул, что они, немного отличаясь размером,  как он считает, являются вариацией на тему изображения кота под номером 2109 каталога.
В собрании русского коллекционера и историка искусства XIX века Д. А. Ровинского находилась гравюра, охарактеризованная им в книге «Материалы для русской иконографии» как «Кот Московского Царя; гравюра Холлара (Hollar) 1661 г.». Заметку об этой гравюре он поместил в своей книге «Русские народные картинки». Ровинский писал, что гравюра эта чрезвычайно редкая, и ему были известны три экземпляра, хранившиеся, по его словам, в Дрезденской галерее (с  надписью по-французски: «Подлинный портрет кота великого князя Московии» и датой: «1661»), в Петербургской публичной библиотеке и его собственном собрании. Некий Чижев (Г. Чижов, по И. М. Снегирёву), сообщал, что видел в Дрездене экземпляр этой гравюры, но без датирования, обрезанным снизу, и решил, что кот принадлежал царю Иоанну IV Грозному. Искусствовед XIX века И. М. Снегирёв в книге «Лубочные картинки русского народа в Московском мире» чётко определяет эпоху создания гравюры — правление Алексея Михайловича, а не Ивана Грозного, а изображённого на ней кота называет «любимым котом Алексея Михайловича». Снегирёв на основе именно такой датировки этой гравюры считал лубок «Погребение кота мышами» сатирой на царя Алексея Михайловича, а гравюра Холлара, по его мнению, послужила «предметом к сочинению такой картинки».
Гравюра упоминается в каталоге «A Descriptive Catalogue of the Etched Work of Wenceslaus Hollar 1607—1677», британского искусствоведа Ричарда Пеннингтона. Он считает данную гравюру изображением того же кота, что и гравюра под номером 2109, а саму гравюру — её копией. Пеннингтон отмечает, что надпись там другая и  выполнена на двух языках выше и ниже изображения — «Dobrá kočzka která nemlsá» и «Daß ist eine gutte Katz, die nicht nascht» («Та кошка хороша, которая еду не ворует»). На № 2109 имеется подпись художника и дата создания: «WHollar fecit / 1646». Под № 2108 в его каталоге также значится «Портрет кота» с подписью и датой: «WHollar fecit / 1646».
«Подлинное изображение кота великого князя Московии» — самое раннее изображение данного домашнего животного на картинах (гравюрах) на территории России. Иногда объясняют это странное обстоятельство тем, что на самом деле на гравюре изображён вовсе не кот, а сам царь Алексей Михайлович под видом кота. По их мнению, воспроизводить истинное лицо правителя в XVII веке художники не решались,  и существовали лишь парадные портреты. Но использовать эзопов язык, изображением кота передавая характер великого князя Московского, никто европейскому мастеру запретить не мог.

Вацлав Холлар. Портрет кота. № 2108. Надпись «WHollar fecit / 1646»
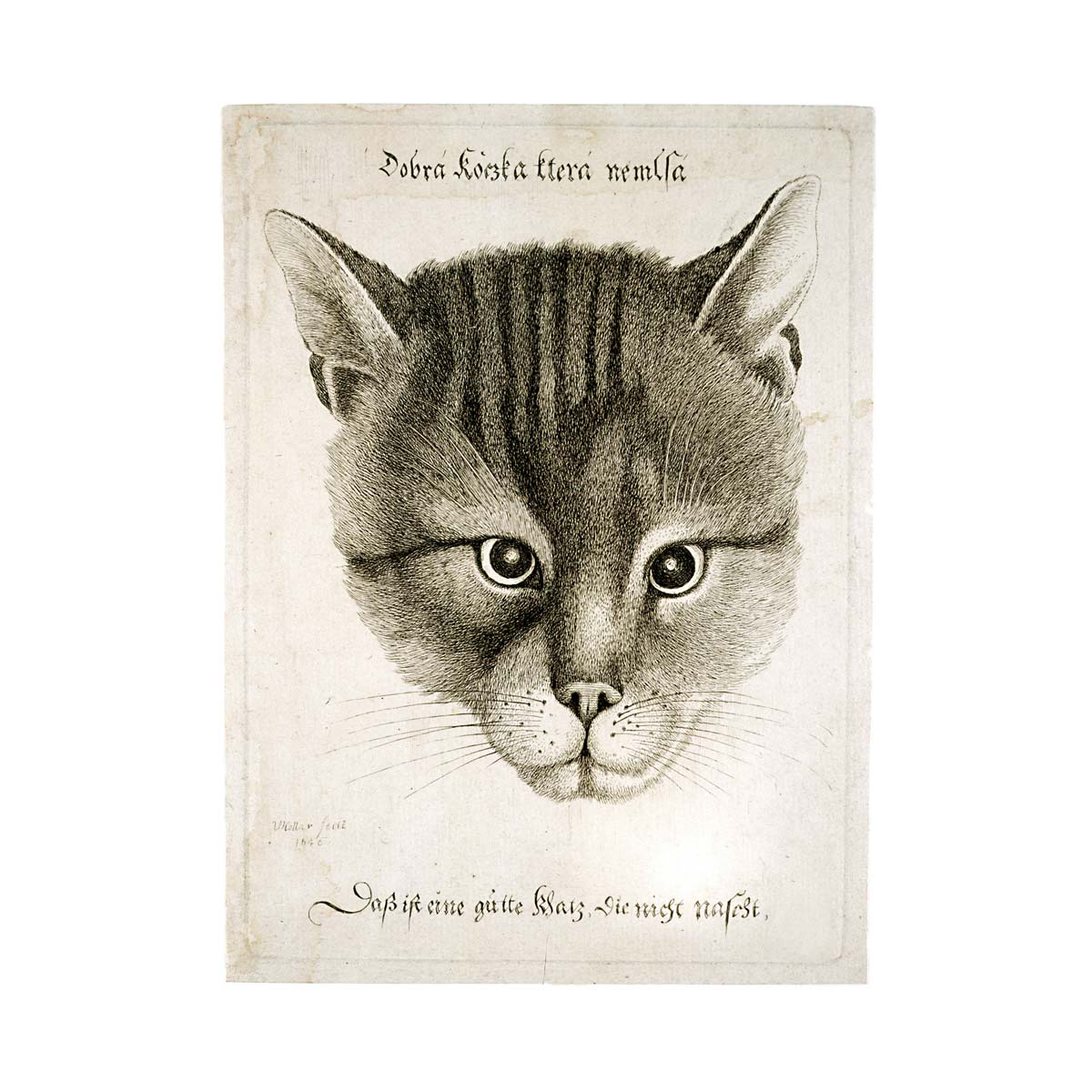
Вацлав Холлар. Портрет кота. № 2109
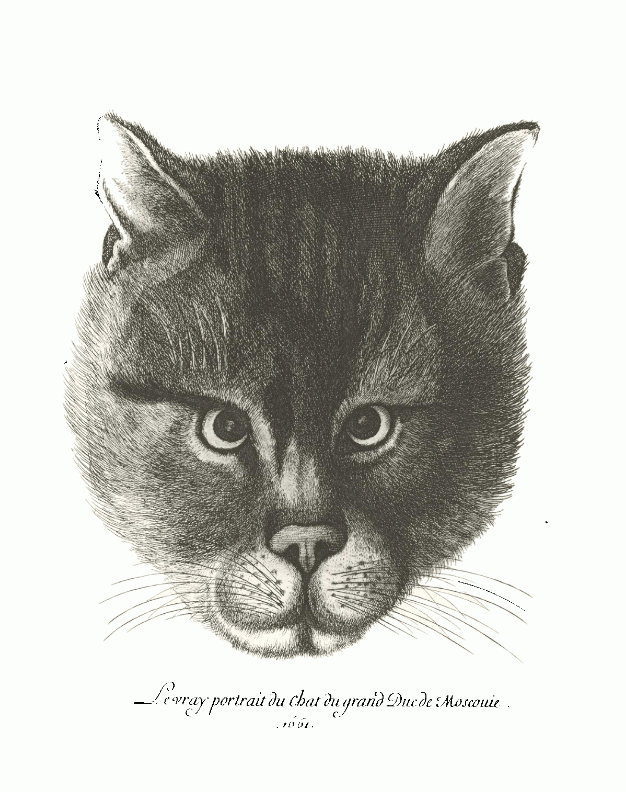
Вацлав Холлар. Подлинный портрет кота великого князя Московии. 1661. Гравюра в собрании Д. А. Ровинского. № 2110